# Шамякина, Татьяна Ивановна
Татьяна Ивановна Шамякина (бел. Таццяна Іванаўна Шамякіна; род. 1948) — белорусский литературовед, критик и переводчица

, публицист, эссеист, мемуарист. Доктор филологических наук (2001). Профессор (2003). Член Союза писателей СССР (1983). Лауреат литературной премии «Золотой купидон» (2010).

## Биография
Родилась 8 октября 1948 года в Минске Белорусской ССР в семье белорусского писателя Ивана Петровича Шамякина.
В 1971 году окончила филологический факультет Белорусского государственного университета имени В. И. Ленина, в 1974 году — аспирантуру. С 1974 года — преподаватель, с 1982 года — доцент кафедры белорусской литературы Белорусского государственного университета имени В. И. Ленина.
С 2003 года — профессор, с 2004 года — заведующая кафедрой белорусской литературы и культуры Белорусского государственного университета.

## Награды и премии
- Медаль Франциска Скорины (2007).
- Лауреат литературной премии «Золотой купидон» (2010).

## Научная деятельность
В 1975 году защитила кандидатскую диссертацию «Основные стилистические направления современной белорусской прозы» (научный руководитель — доктор филологических наук, профессор И. Я. Науменко). В 2001 году защитила докторскую диссертацию «Белорусская классическая литературная традиция и мифология» (научный консультант — доктор филологических наук, профессор В. П. Рагойша).
Специализируется в области исследования белорусской прозы XX века (Я. Колас, Е. Василевич, А. Карпюк, И. Пташников, М. Стрельцов, И. Чигринов), а также славянская мифология.

## Избранная библиография
Автор более 360 научных и литературно-критических работ, учебников для базовой и высшей школы.
Наиболее значимыми работами являются: «На лініі перасячэння» (Минск, 1981), «Іван Шамякін» (Минск, 1982), «Беларуская класічная літаратура і міфалогія» (Минск, 2001); «Міфалогія Беларусі» (Минск, 2000); «Эсхатология (мифы о потопе)» (Минск, 2002); «Міфалогія і літаратура» (Минск, 2003); «Славянская міфалогія. Курс лекцый» (Минск, 2005); «Культура Кітая» (Минск, 2006); «Культура Індыі» (Минск, 2006); «Міфалогія і беларуская літаратура» (Минск, 2008).

## Творчество
С рецензиями и критическими статьями выступала в белорусской печати с 1972 года (газета «Літаратура і мастацтва»).
Автор книги литературной критики «На лініі перасячэння» (1981).
Перевела на русский язык повести И. П. Шамякина «Гандлярка і паэт» (Москва, 1977), «Драма» (журнал «Нёман», 1989), пьесу «Залаты медаль» (поставлена в 1980), романы «Вазьму твой боль» (Москва, 1980), «Петраград — Брэст» (Москва, 1985), «Зеніт» (Москва, 1988).